# Carrapateira (Bordeira)
Carrapateira é uma aldeia situada na costa ocidental do Algarve, Portugal. Administrativamente, faz atualmente parte da freguesia da Bordeira, no concelho de Aljezur; tendo sido sede de freguesia até ao século XIX. Os seus pontos de interesse incluem o Forte da Carrapateira  e a Igreja Matriz da Carrapateira. Tem um museu, o Museu do Mar e da Terra da Carrapateira.
Esta localidade é muito conhecida e frequentada por muitos que se deslocam para a Praia do Amado.
Segundo o censo de 2011, tinha uma população residente de 173 habitantes.[carece de fontes?]

## Praia da Bordeira
Espaçosa e de grande beleza, é uma das mais famosas praias da Costa Vicentina. Na extremidade sul, na área mais popular para a prática de surf, desagua numa ribeira. No Verão há uma ponte de madeira que permite a travessia do curso de água que, durante a maré alta, pode ser difícil de cruzar a vau. Na retaguarda, uma vasta área de dunas separa a praia da localidade da Carrapateira. Durante a maré baixa o já vasto areal ganha enormes dimensões.

## Património
- Forte da Carrapateira, incluindo a Igreja Matriz
- Museu do Mar e da Terra da Carrapateira
- Povoado Islâmico da Ponta do Castelo

## Galeria de imagens de Carrapateira

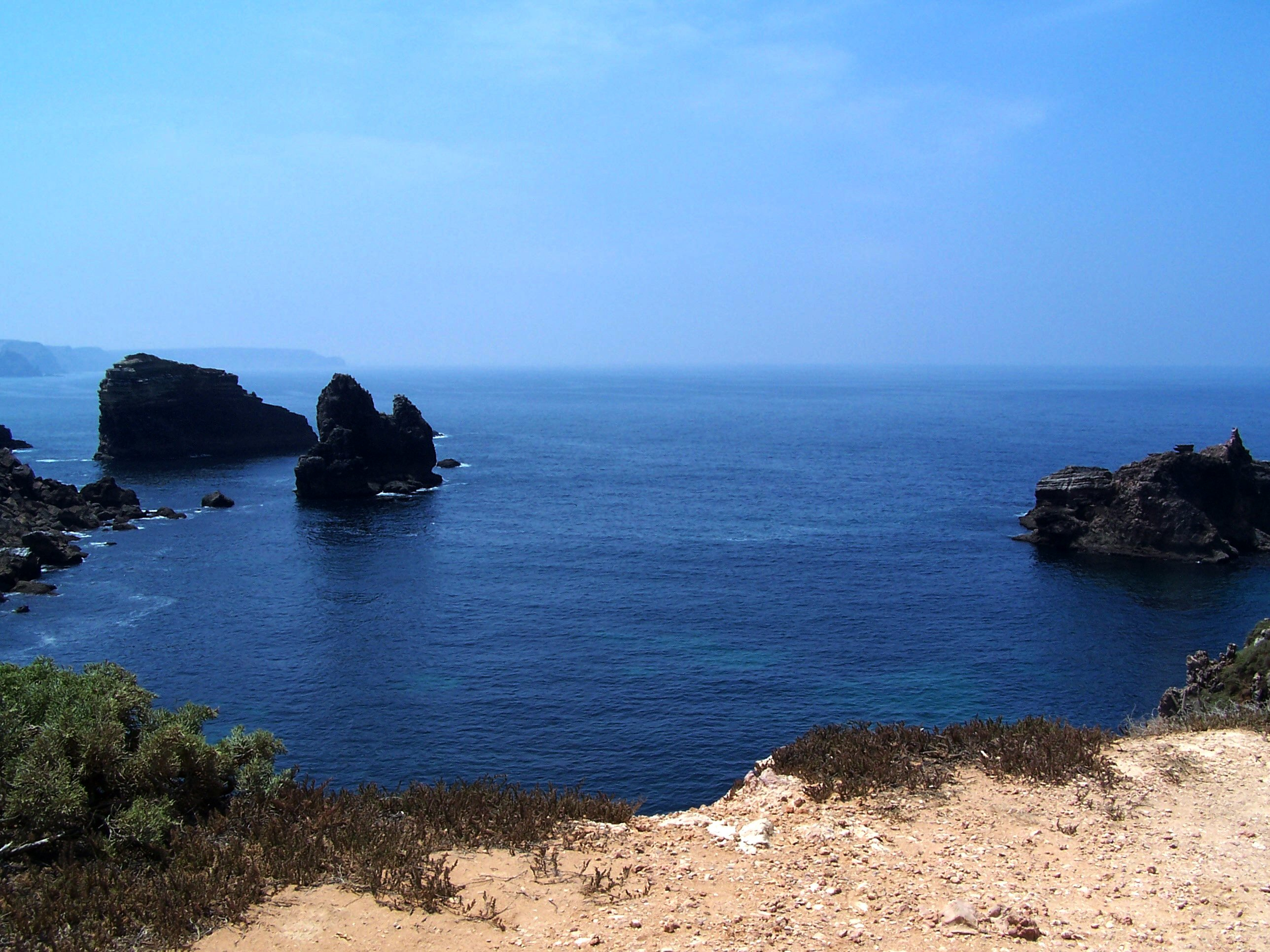
Pontal de Carrapateira
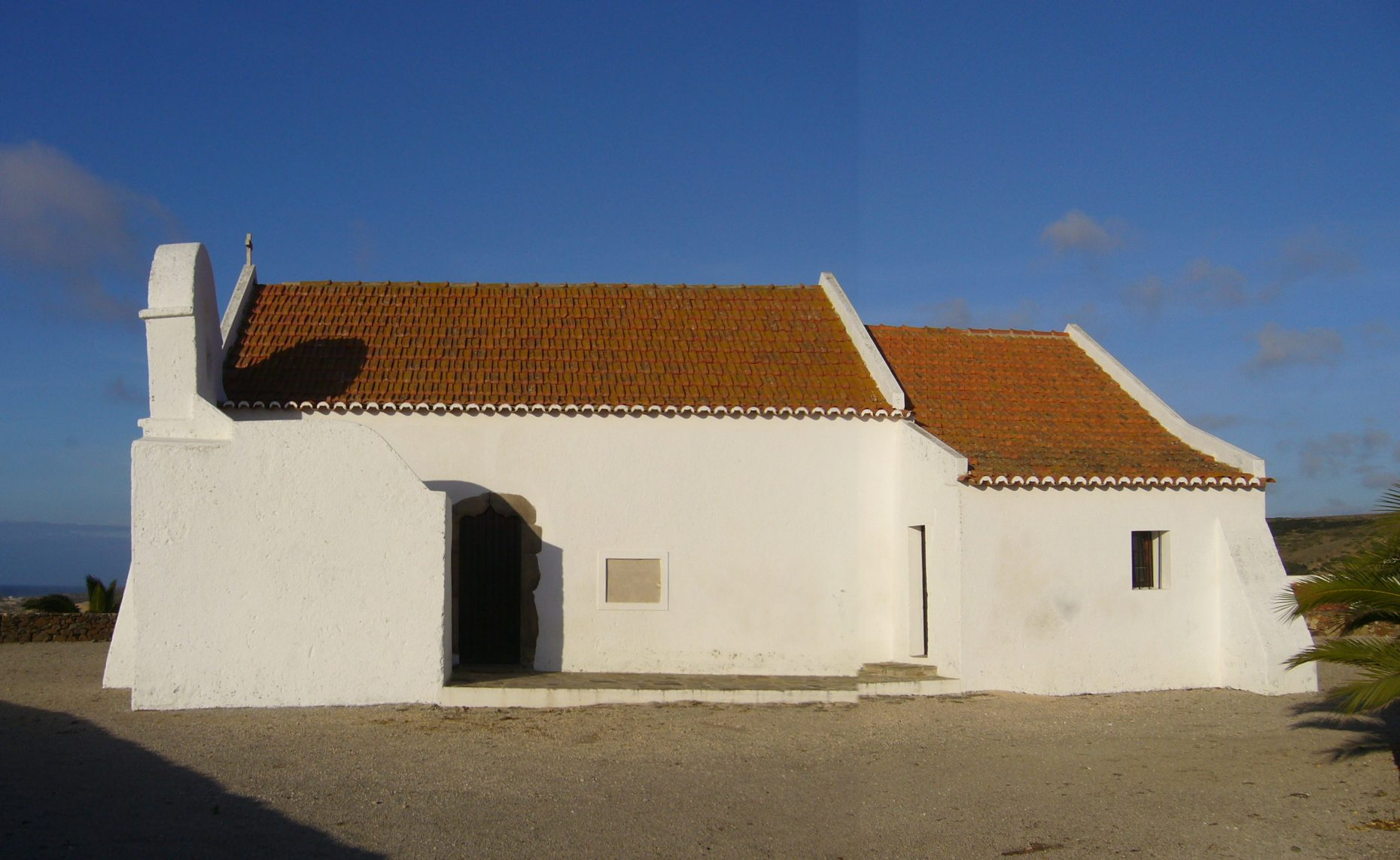
Igreja da Carrapateira
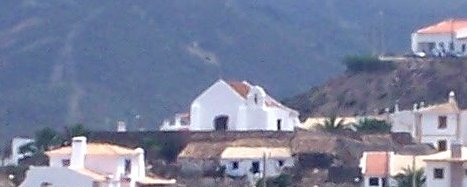
Forte da Carrapateira
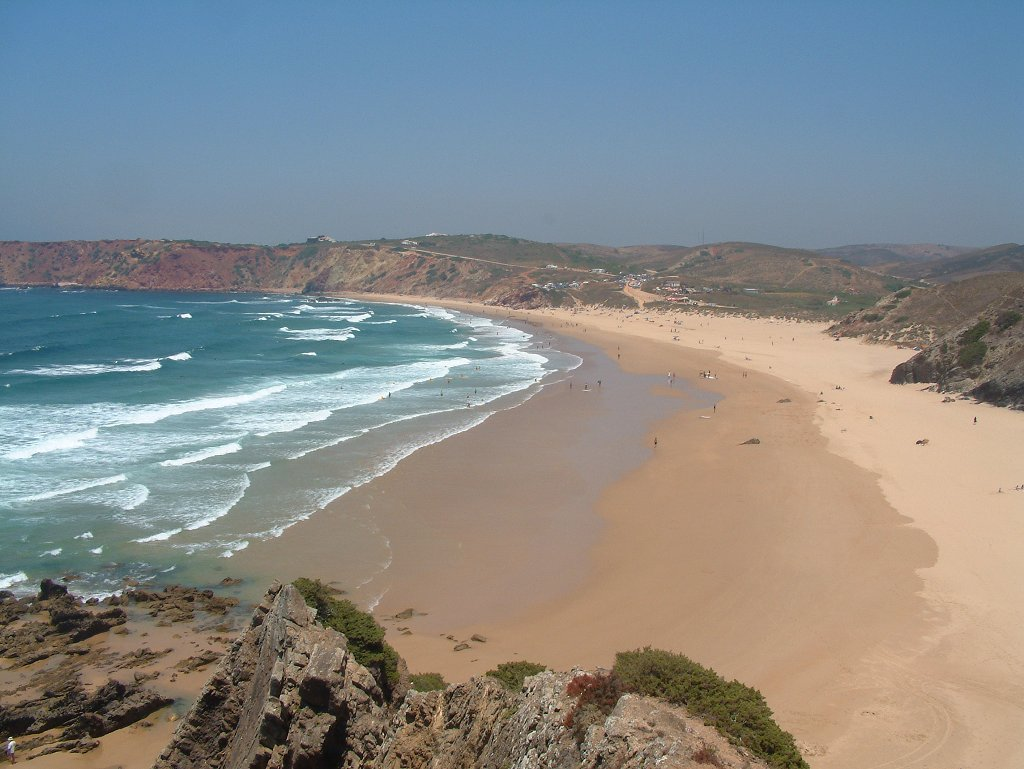
Praia do Amado
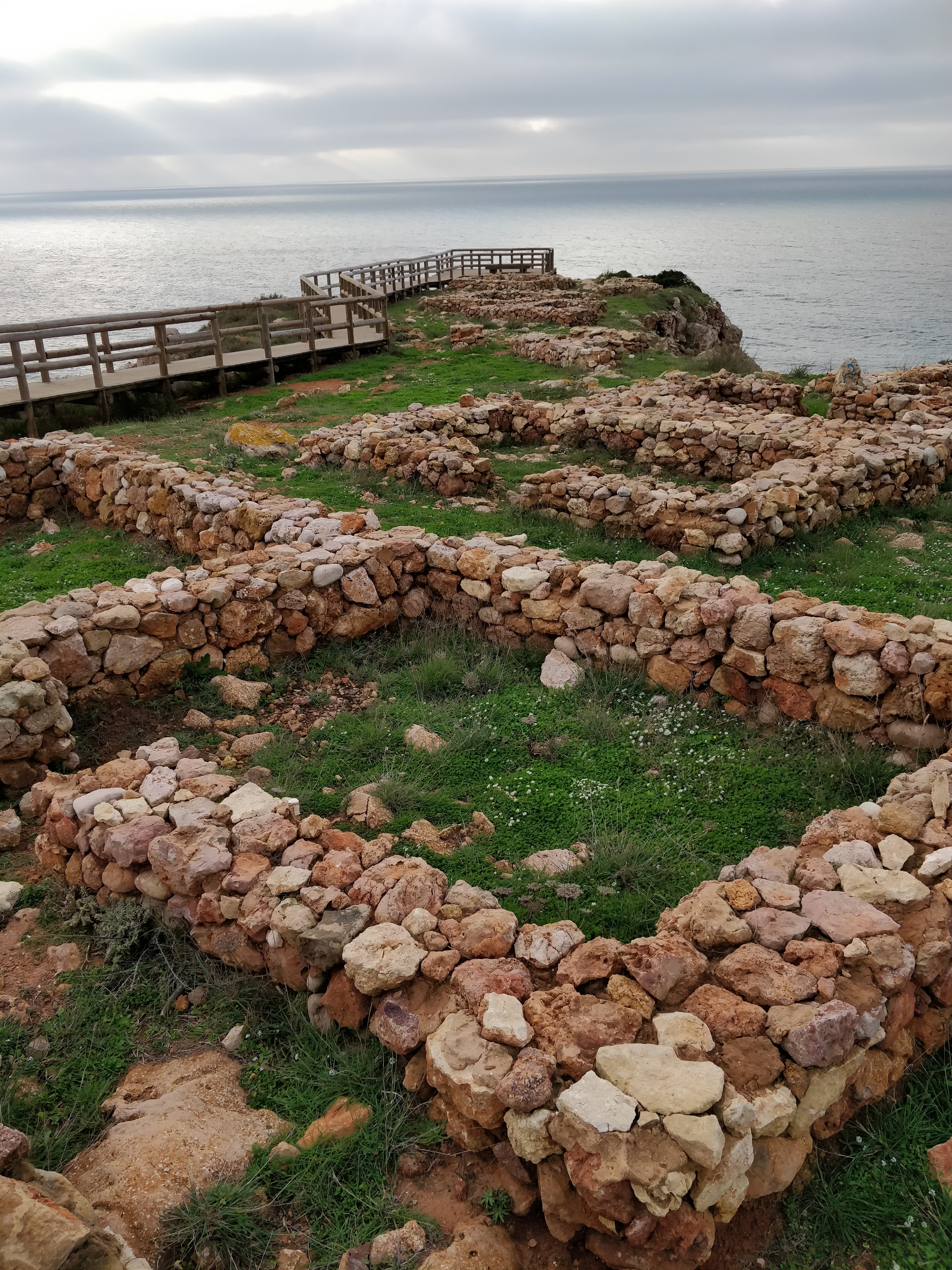
Vestígios de um povoado islâmico